# Шуа-Халацани
Шуа-Халацани (груз. შუა ხალაწანი) — село в Грузии. Находится в Ахметском муниципалитете края Кахетия.

## География
Село расположено в Панкисском ущелье, недалеко от берега реки Алазани, к северу от города Ахмета.
Ближайшие населённые пункты: на северо-западе — сёла Квемо-Халацани и Дуиси, на юге — село Пичховани, на юго-западе — село Цинубани, на юго-востоке — село Аргохи.

## История
Село основано в XX веке выходцами из Галанчожского района Чечни, председателями чеченского тайпа аккий.